# Réserve naturelle nationale du massif du Ventron
La réserve naturelle nationale du massif du Ventron  (RNN95) est une réserve naturelle nationale située à la fois en Alsace et en Lorraine (région Grand Est). Elle a été créée en 1989, dans le parc naturel régional des Ballons des Vosges, sur une superficie de 1 647,08 hectares.

## Localisation

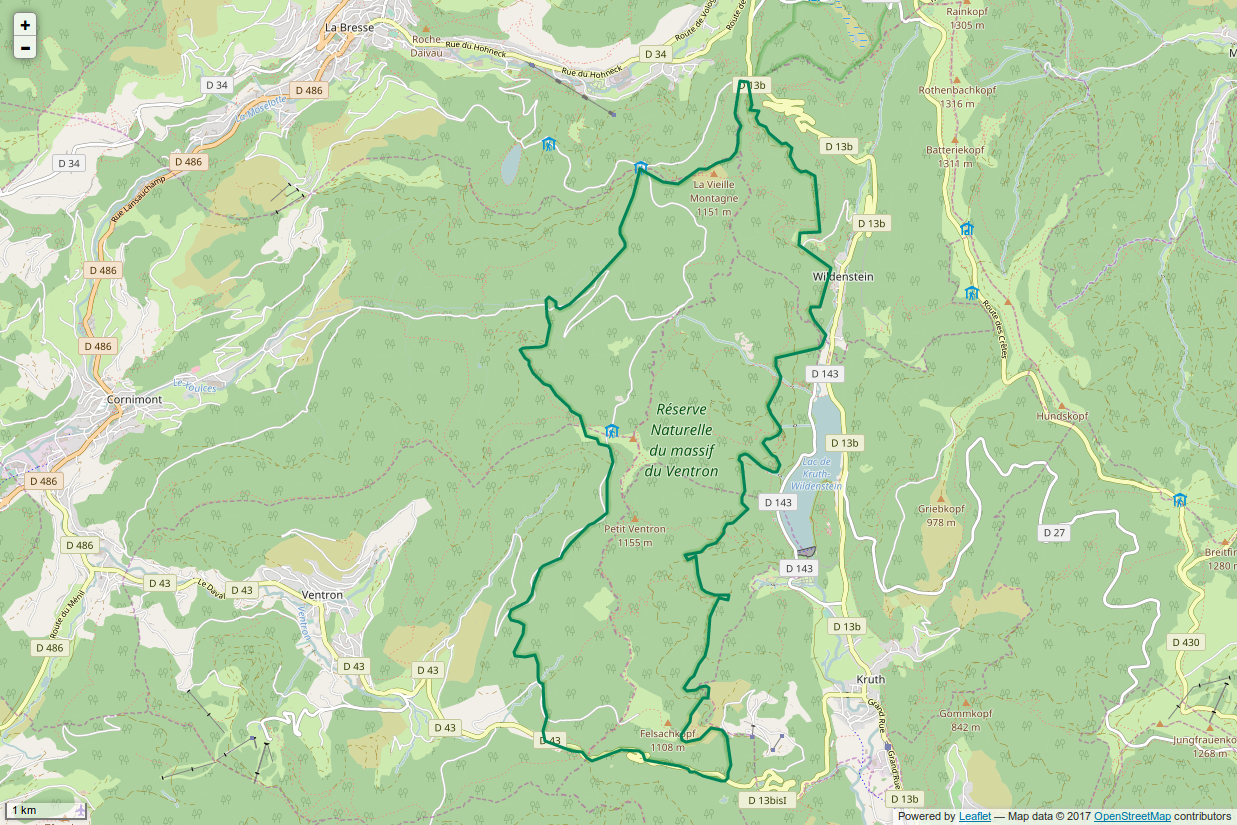
Périmètre de la réserve naturelle.

Le territoire de la réserve naturelle est à cheval sur deux départements Haut-Rhin (68), et Vosges (88), situés en région Grand Est, dans l’Est de la France. Son altitude varie entre 720 m et 1 204 m, le point culminant est justement le Grand Ventron. Le territoire mis en réserve concerne cinq communes : Wildenstein, Kruth, Fellering, Cornimont et Ventron.

## Histoire du site et de la réserve
La réserve a été créée en 1989 pour compenser la construction du barrage de la Lande à La Bresse.

## Écologie (biodiversité, intérêt écopaysager…)
La réserve présente quatre types de paysages différents: 
1. Tout d’abord, les falaises et éboulis : le paysage est marqué par un fort relief qui confère au site des caractéristiques « alpines ». En contrebas des crêtes granitiques, on trouve des pierriers plus ou moins stabilisés.
2. Des prairies d'altitude baptisées hautes chaumes. Elles sont issues de défrichements anciens et servent traditionnellement d'estives aux troupeaux de bovins (race vosgienne).
3. Des forêts de hêtres et de sapins. 300 ha de forêts sont classés en réserve forestière intégrale et par conséquent à l'abri de toute exploitation. Ceci a permis la persistance du grand tétras.
4. Des tourbières. La réserve compte une cinquantaine de prairies tourbeuses qui sont autant de reliques de l'époque glaciaire.

### Flore

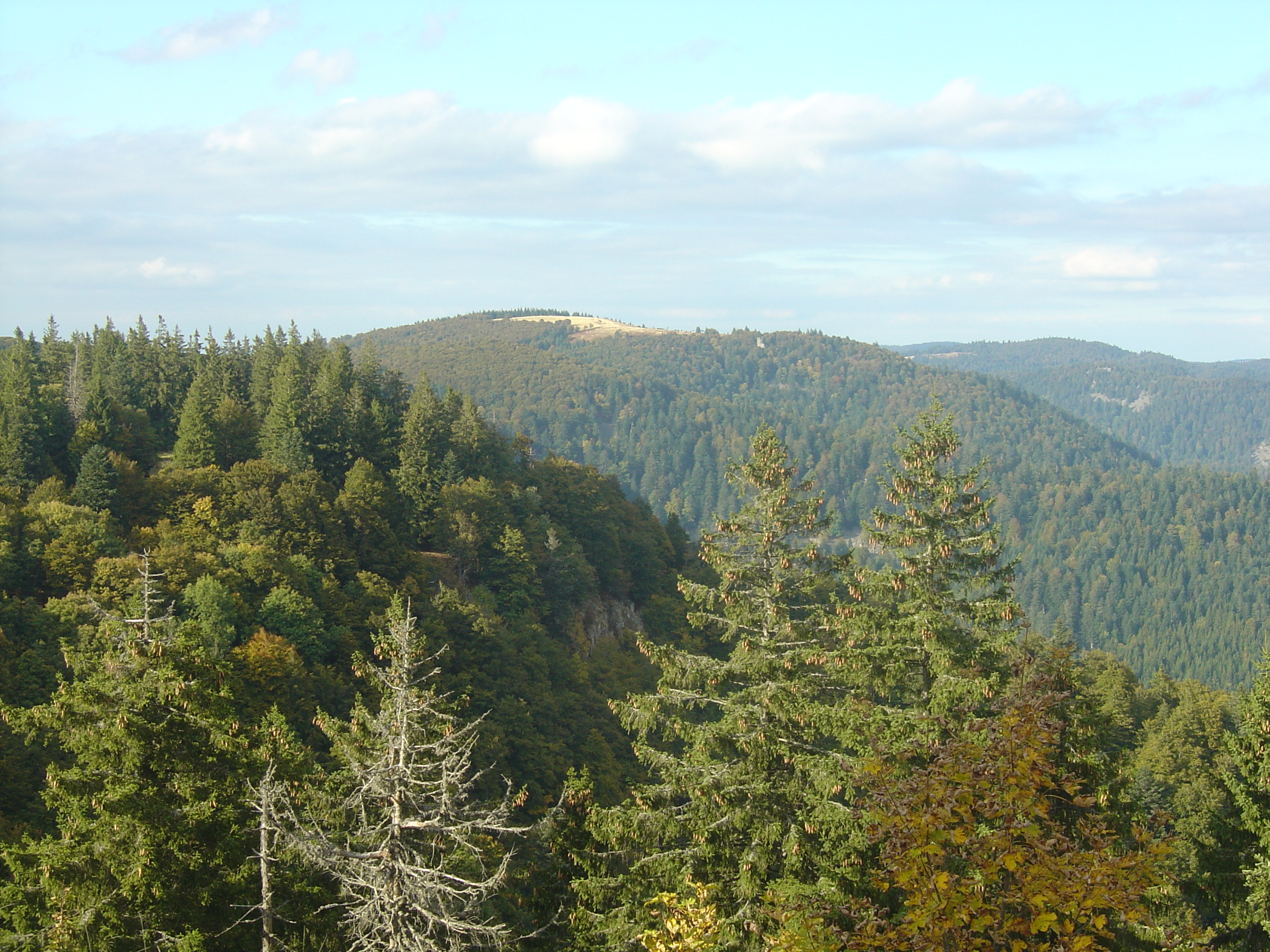
Vue sur la réserve depuis le Haut de Felsach. Vue sur le sommet du Grand Ventron plus loin

Les pitons rocheux de la réserve abritent des espèces protégées comme l'orpin givré, la saxifrage des rochers et l'épervière de Jacquin. Sur les éboulis stabilisés en contrebas des crêtes, poussent différents feuillus (érables sycomores, ormes des montagnes, tilleuls à grandes feuilles, mais aussi le rosier des alpes et l'aspérule odorante.

Parmi les espèces emblématiques des hautes chaumes de la réserve, on trouve la pensée des Vosges (Viola lutea), inscrite sur la liste rouge en Alsace. La sous-espèce elegans est endémique du massif vosgien. Ces prairies sont couvertes de callunes, de myrtilles, d'airelles, d'arnica, de gentianes jaunes et d'orchis blanchâtres.

La canneberge, plante hôte des chenilles de Boloria aquilonaris, se rencontre dans les tourbières de la réserve. On y trouve également de la sphaigne et des Andromedae.

### Faune
La faune rencontrée présente en général des caractéristiques subarctiques.

Le lynx, réintroduit dans les Vosges à partir de 1983, reste un prédateur discret. Il fréquente essentiellement les pierriers et la zone forestière, se nourrissant de chamois, de chevreuils et de petits rongeurs. La réserve abrite également de petits prédateurs (martre, renard, chat sauvage dans la forêt, hermine dans les éboulis). Le loup gris est signalé sur les communes de Ventron et de Kruth à l'été 2011.

Outre le grand tétras, on trouve également la chouette chevêchette et le faucon pèlerin.

On rencontre dans les tourbières des libellules (æschne subarctique) et le nacré de la canneberge.

### Champignons, lichens et autres organismes remarquables
Dans la zone classée en réserve forestière intégrale se développent des espèces lignicoles (amadouviers ou polypores aussi appelés langues de bœufs). De plus, sur les troncs des hêtres, Lobaria pulmonaria est assez fréquent.

## État, pressions ou menaces, réponses

### Pressions locales
Le plan de gestion de la réserve a été mis en place en concertation avec les communes locales ce qui ne va pas sans générer quelques paradoxes. Ainsi, la cueillette familiale et la chasse restent autorisées, quoi qu'encadrées.

#### Degré de fragmentation écologique
Avec 400 hectares de forêt primaire, on reste en deçà de la superficie nécessaire pour assurer la conservation durable d'un prédateur tel que le lynx dont le territoire couvre environ 15 000 hectares. La situation du grand tétras reste également préoccupante, malgré les précautions prises en période de nidification et en hiver pour assurer la tranquillité de l'espèce. Cet oiseau serait en légère augmentation.

## Intérêt touristique et pédagogique

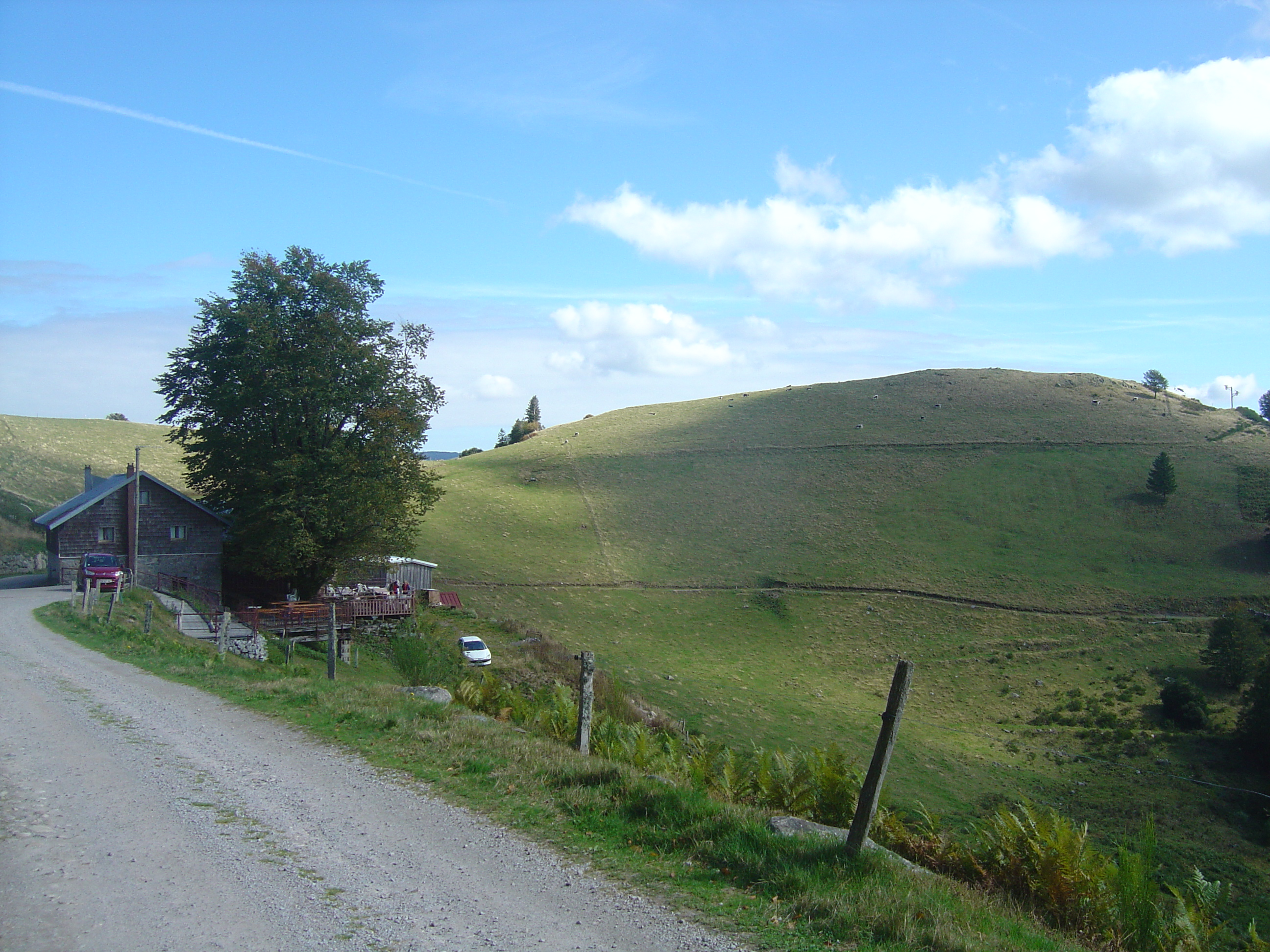
Ferme de Felsach dans la réserve

Il est possible de faire du vélo et du VTT dans la réserve sur les sentiers balisés. De décembre à juin, toutefois, l'accès de certains sentiers est interdit.

## Administration, plan de gestion, règlement
L’organisme gestionnaire est le parc naturel régional des Ballons des Vosges
Adresse(s) : Maison du Parc  1, cour de l'Abbaye  68140 Munster
Contact : Bureau des Espaces Naturels  2, place des verriers  68820 Wildenstein
Christian Schwoehrer

### Outils et statut juridique
La réserve naturelle a été créée par un décret du 22 mai 1989.

### Règlement
On peut se promener librement sur les sentiers balisés, avec toutefois une recommandation pour découvrir le site en été car le printemps et l'hiver sont des saisons sensibles pour la faune. Le camping et les feux sont interdits. La cueillette de baies et de champignons est autorisée à raison de 3 litres par jour et par personne, tant qu'il s'agit de consommation familiale.